# Poecilopsis montana
Poecilopsis montana là một loài bướm đêm trong họ Geometridae.